# Roridula dentata
Roridula dentata är en tvåhjärtbladig växtart som beskrevs av Carl von Linné. Roridula dentata ingår i släktet Roridula och familjen Roridulaceae. Inga underarter finns listade i Catalogue of Life.

## Bildgalleri

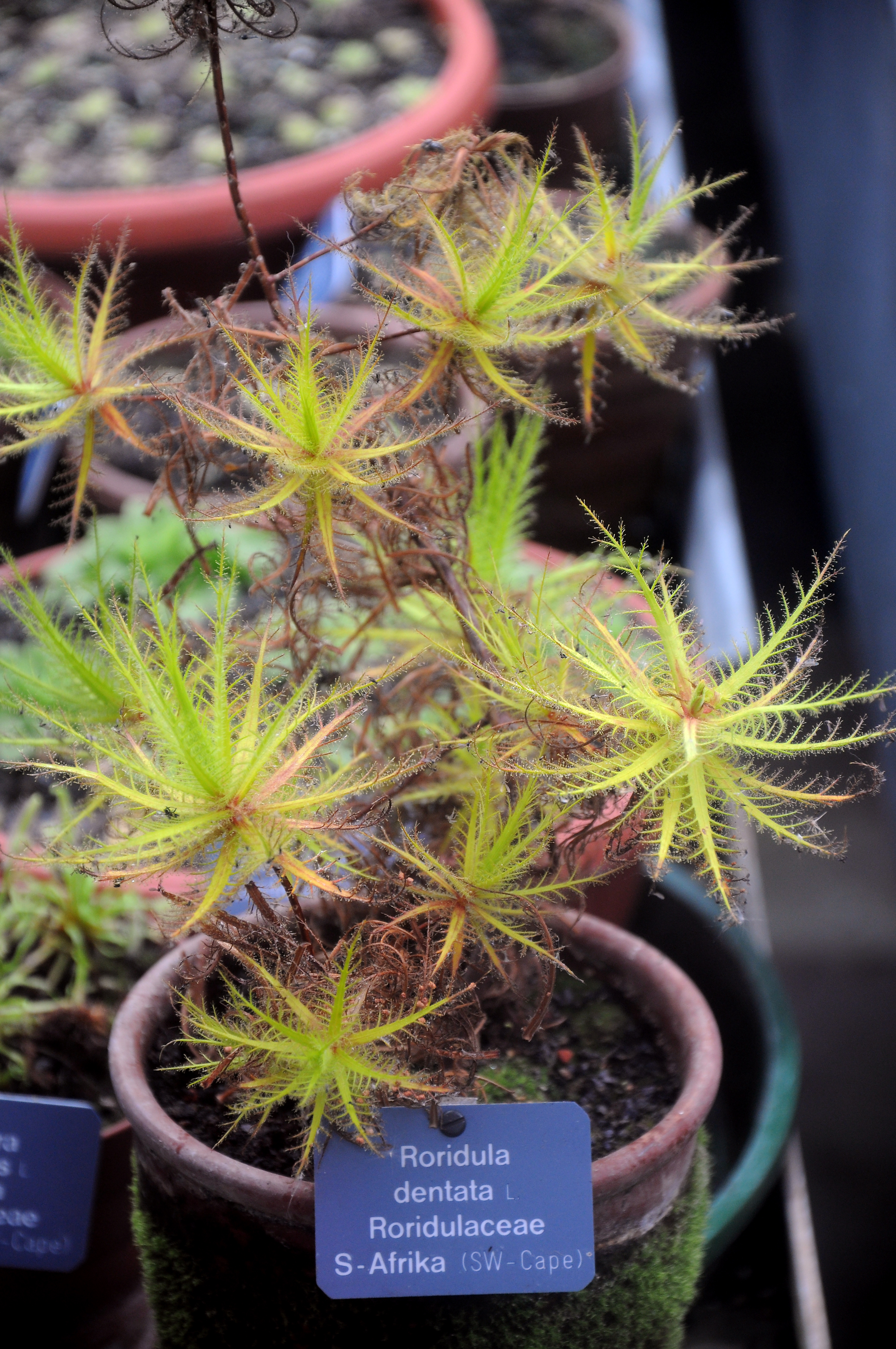
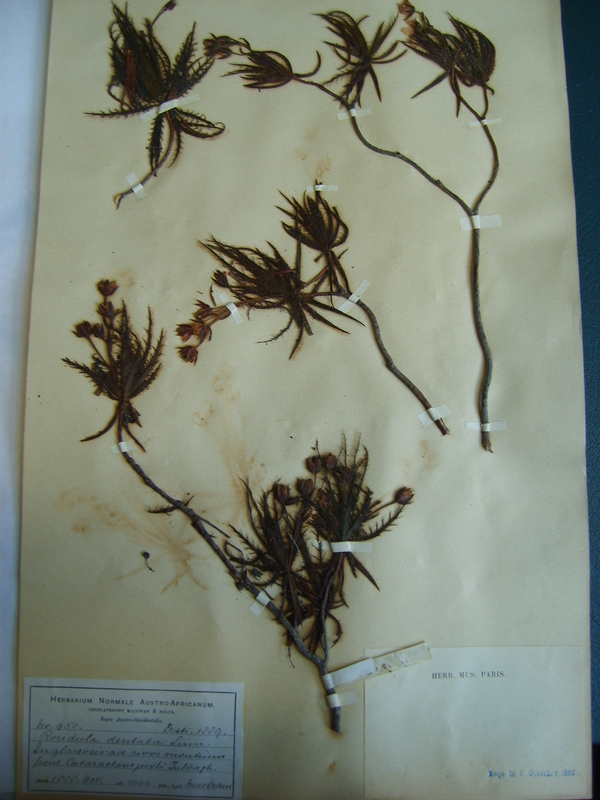
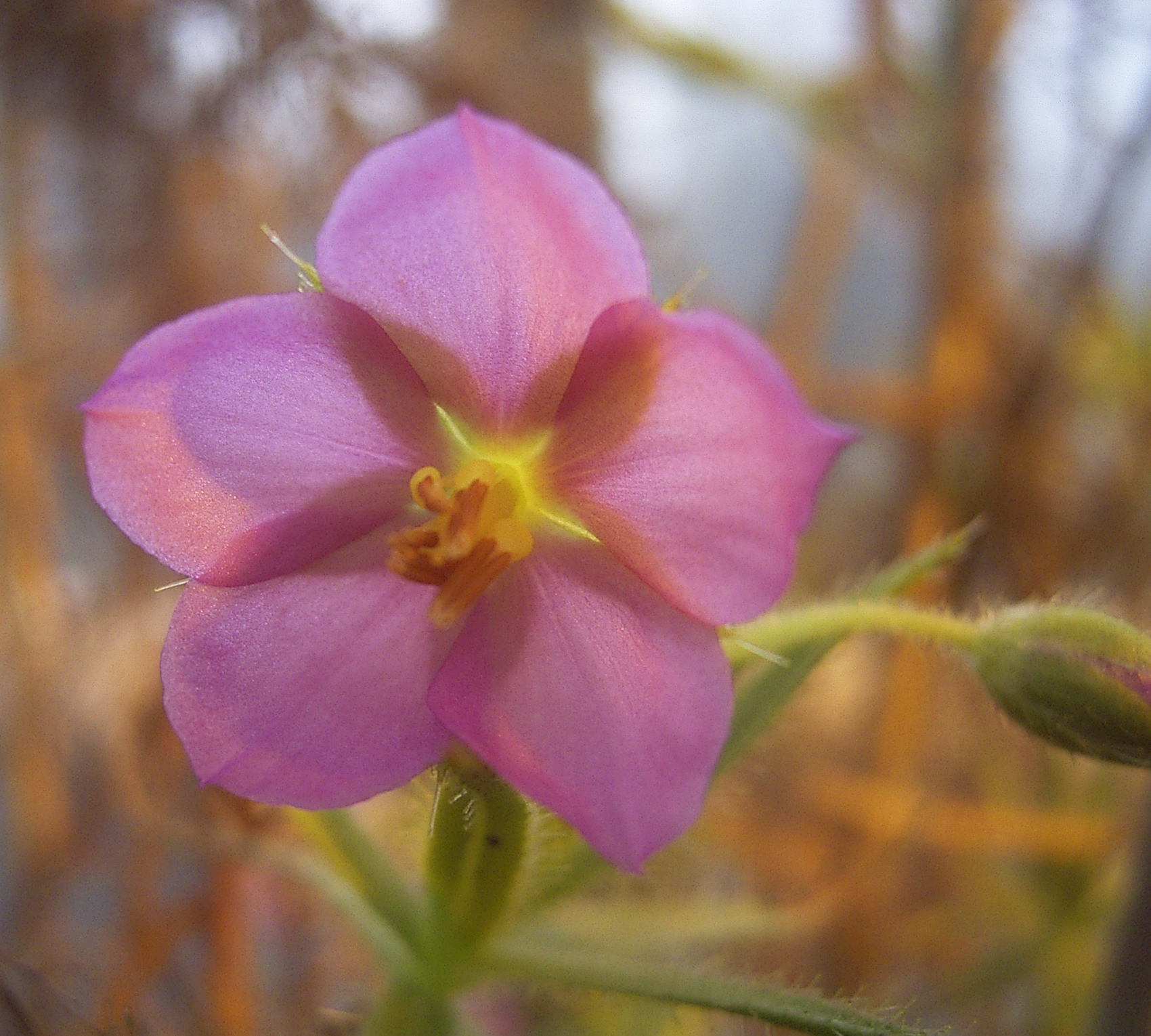
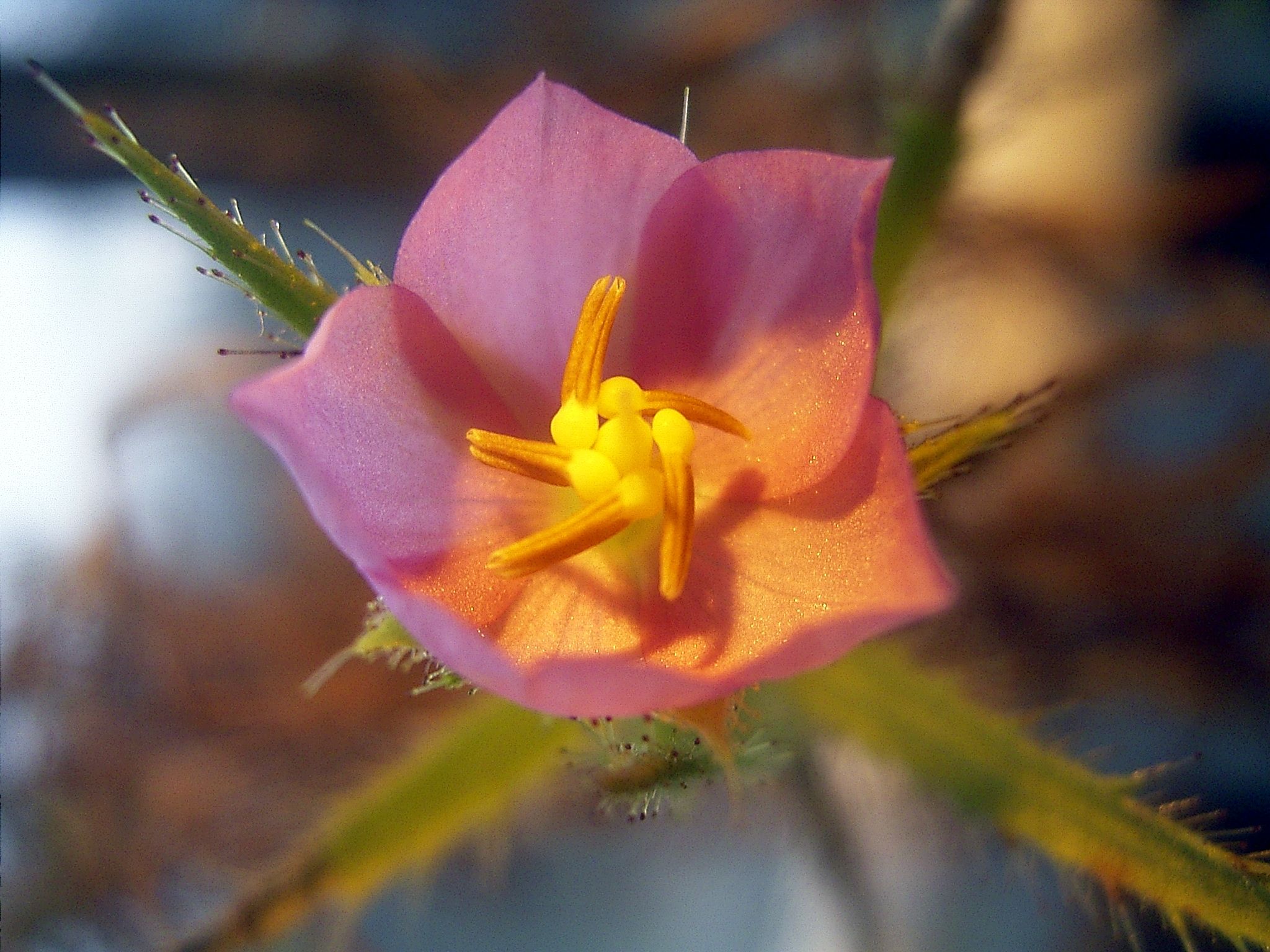